# Ithier IV de Toucy
Pour l’article homonyme, voir Ithier de Toucy.
Ithier IV de Toucy ou Itier IV de Toucy (né vers 1170 - † en 1218) est seigneur de Toucy à la fin du XIIe siècle et au début du XIIIe siècle. Il est le fils de Narjot II de Toucy, seigneur de Toucy, et de son épouse Agnès de Montréal.

## Biographie
Il devient seigneur de Toucy vers 1192 lors du décès de son père Narjot II de Toucy durant la troisième croisade.
Avant 1218, il décide de participer à la cinquième croisade. Avant son départ, il fonde en 1218 le prieuré de Boutissaint avec l'accord de son épouse Béatrix de Rion et en mémoire de son père Narjot II de Toucy. Toujours en 1218, il donne à l'abbaye de Pontigny une pêcherie à Auxerre.
En 1218 toujours, Ithier IV de Toucy trouve la mort en Terre Sainte lors du siège de Damiette.

## Mariage et enfants
Vers 1206, il épouse Béatrix de Rion, veuve d'Alexandre de Bourgogne, seigneur de Montagu et de Chagny, fille de Girard de Rion, dont il a trois enfants :
- Jean de Toucy, qui succède à son père ;
- Mathilde de Toucy, abbesse de Saint-Julien d'Auxerre ;
- Othon de Toucy, qui accompagne Saint Louis dans la huitième croisade. Le nom de son épouse est inconnu, mais il a au moins un enfant :
  - Othon de Toucy, amiral de France. Le nom de son épouse est inconnu, mais il a au moins deux enfants :
    - Jeanne de Toucy, qui épouse Dreux de Mello (cf. l'article Dreux), seigneur de Lormes, de Château-Chinon et de Sainte-Hermine, fils de Dreux de Mello, seigneur de Saint-Bris, et de sa seconde épouse Eustachie de Lusignan.
    - Philippe de Toucy.

## Source
- Ernest Petit, Histoire des ducs de Bourgogne de la race capétienne, 1889.